# Microscleroderma hirsutum
Microscleroderma hirsutum är en svampdjursart som beskrevs av James Barrie Kirkpatrick 1903. Microscleroderma hirsutum ingår i släktet Microscleroderma och familjen Scleritodermidae. Inga underarter finns listade i Catalogue of Life.